# Chapelle Notre-Dame de Plaine-Dranse de Châtel
La chapelle Notre-Dame de Plaine-Dranse de Châtel est une chapelle catholique située dans la commune de Châtel, dans le département de la Haute-Savoie.

## Historique
Cette chapelle fut construite en 1959-60, sur l'alpage de Plaine-Dranse, sous l’impulsion de l’abbé Milloux (curé de Châtel de 1942 à 1970) et dessinée par l’architecte Claude Séchaud (1929-2009), elle se situe à l’emplacement d’un ancien oratoire. Elle abrite des vitraux également dessinés par Claude Séchaud, qui représente le rosaire.